# Machthaber
Als Machthaber bezeichnet man Personen, die innerhalb eines Staates Inhaber der ausführenden Gewalt (Exekutive) sind. Die Bezeichnung ist unabhängig von der jeweiligen Staatsform und kann etwa für Monarchen (Fürsten, Könige, Kaiser etc.), Diktatoren oder Staatsoberhäupter bzw. Regierungschefs in demokratischen Staaten (Staatspräsident, Premierminister, Kanzler etc.) verwendet werden. Im Plural spricht man gelegentlich auch von den Machthabern, um eine gesellschaftliche Gruppierung zu bezeichnen, welche die ausführende Gewalt innehat.
Der Ausdruck Machthaber wird im deutschen Sprachraum überwiegend für die Staats- bzw. Regierungschefs nicht- oder halbdemokratischer politischer Systeme gebraucht und ist dadurch negativ belegt. Er gehört der journalistischen und der populärwissenschaftlichen Sprache an, eine politikwissenschaftliche Kategorie ist damit nicht verbunden.
Häufig sind Machthaber durch einen Staatsstreich oder einen Militärputsch an die Macht gekommen oder halten sich mit militärischer Gewalt oder manipulierten Wahlen an der Macht.
Extreme Formen des Machthabers sind der Diktator und der Tyrann.
Oft wird ein Militärdiktator in der Berichterstattung der Massenmedien diplomatisch mit Militärmachthaber tituliert, da das Wort Machthaber weniger hart erscheint als der Ausdruck Diktator. So wurde nach den Attentaten auf das World Trade Center der (als Verbündeter der westlichen Welt im Kampf gegen den Terrorismus benötigte) pakistanische Militärdiktator Pervez Musharraf auch in den führenden deutschen Medien statt als Diktator nunmehr als Militärmachthaber bezeichnet.

## Beispiele in der Presse
- Baschar al-Assad – Präsident Syriens[3]
- Daniel arap Moi – zweiter Präsident von Kenia[4]
- Hugo Chávez – 62. Staatspräsident Venezuelas[5]
- Kim Jong-un – Vorsitzender des Komitees für Staatsangelegenheiten der DVRK[6]
- Mahmud Ahmadineschād – sechster Präsident der Islamischen Republik Iran[7]
- Wladimir Wladimirowitsch Putin – Präsident Russlands[8]
- Recep Tayyip Erdoğan – Präsident der Republik Türkei[9]